# Centre memorial de Kigali
El Centre memorial de Kigali és un museu situat a Kigali, Ruanda, sobre el genocidi de Ruanda. Es va inaugurar coincidint amb el 10è Aniversari del genocidi que va patir Ruanda, el mes d'abril de 2004. El centre ofereix un lloc on enterrar les víctimes del conflicte que van ser localitzades en fosses comunes al voltant de la ciutat, i avui hi són enterrades més de 250.000 persones. També hi trobem els "Jardins de la memòria", un espai creat per a la reflexió, i el "Mur dels Noms", on es mostren els noms de les víctimes que s'han pogut identificar.
El 1990 l'organització Front Patriòtic Rwandès, formada per refugiats de l'ètnia tutsi a Uganda, llançà una ofensiva armada contra la capital ruandesa des d'aquest país. El 1991, el president hutu Juvenal Habyarimana aconseguí, gràcies al suport militar francès, vèncer l'ofensiva guerrillera del FPR i el 1993 es van signar els acords de pau d'Arusha, que implicaren una pacificació supervisada pels cascs blaus de l'ONU; però l'atemptat contra Habyarimana l'abril de 1994 tornà a fer esclatar les tensions ètniques i els paramilitars hutus es llançaren a eliminar l'oposició tutsi. Els enfrontaments desembocaren en un genocidi d'aquesta ètnia.